# Pteroxygonum giraldii
Pteroxygonum giraldii es una especie de planta fanerógama de la familia  Polygonaceae. Es originaria de China. Es la única especie del género monotípico Pteroxygonum.

## Descripción
Son hierbas perennes. Tuberosas casi globosas, grandes, de 15 cm de diámetro. Tallos escaladores, cilíndricos, de más de 3 m de largo, simples, estriados, glabros. Hojas pecioladas, con pecíolo de 3-7 cm, glabras, generalmente curvadas cerca de la base; hoja  triangular o triangular-ovadas, 4-7 × 3-6 cm, pubescentes en el envés, el haz glabro, base anchamente cordada  o hastada, poco margen ciliado, ápice acuminado. Inflorescencia axilar, racemosa, de 2-5 cm; pedúnculo largo, normalmente más largo que las hojas; brácteas verdosas, estrechamente lanceoladas, de 4-6 mm. Pedicelo 5-8 mm, articulada debajo de la mitad. Perianto verdoso o blanco; tépalos elípticos, 3.5-4 mm. Estambres igualando perianto. Estilos connados por debajo de media; capitado estigmas. Aquenios de color negro-marrón, ovoide, de 1 cm, trigonous, con alas a lo largo de los ángulos, de 3 cuernos en la base. Fl. junio-agosto, fr. julio-septiembre.

## Distribución y hábitat
Se encuentra en los matorrales en valles, laderas; a una altitud de 600-2000 metros en Gansu, Hebei, Henan, Hubei, Shaanxi, Shanxi, Sichuan.

## Propiedades
La planta contiene el principio activo annulatin que es un O-metildo flavonol que se encuentra en las raíces de P. giraldii.

## Taxonomía
Pteroxygonum giraldii fue descrita por Dammer & Diels y publicado en Botanische Jahrbücher für Systematik, Pflanzengeschichte und Pflanzengeographie 36(5, Beibl. 82): 36. 1905.
Sinonimia
- Fagopyrum giraldii (Dammer & Diels) Haraldson[4]